# Воронцова, Мария Александровна
Мария Александровна Воронцова (11 декабря 1902, Казань, Казанская губерния, Российская Империя — 19 июня 1956, Москва, СССР) — советский биолог.

## Биография
Родилась 28 ноября (11 декабря) 1902 года в Казани.
В 1926 году окончила Московский университет.
С 1928 года по 1948 год работала сначала ассистентом, а затем доцентом во 2-м Московском медицинском институте; одновременно с этим с 1931 года по 1941 год научный сотрудник в институте экспериментального морфогенеза.
С 1949 по 1956 год работала в институте экспериментальной биологии АМН СССР в качестве заведующей лаборатории роста и развития.
Скоропостижно скончалась 19 июня 1956 года в Москве в возрасте 53 лет. Похоронена на Головинском кладбище.

## Научные работы
Автор свыше 116 научных работ.
В её основных научных работах описывалось экспериментальное изучение морфогенеза, особенное внимание уделено явлениям регенерации.
Воронцовой была создана регуляционная теория индивидуального развития организма; было положено начало изучения регенерации внутренних органов млекопитающих в СССР; установлено значение гистологических компонентов органа, в частности мышц, в направленности формообразования регенерирующего органа у земноводных.

### Основные работы
- Регенерация органов у животных, М., 1949.
- Восстановление утраченных органов у животных и человека, М., 1953.
- Физиологическая регенерация, М., 1955 (совм. с Л. Д. Лиознером).
- Бесполое размножение и регенерация, М., 1957 (совм. с Л. Д. Лиознером).